# Харрод, Рой
Сэр Рой Форбс Харрод (англ. Sir Roy Forbes Harrod; 13 февраля 1900, Лондон — 9 марта 1978, Холт, графство Норфолк) — английский экономист, автор модели Харрода — Домара.

## Биография
Рой родился 13 февраля 1900 года в семье, где отец Генри Доус Харрод был историком-археологом, а мать Франсис Форбс-Робертсон (сестра Джонстона Форбса-Робертсона) была писательницей, входившей в кружок ведущих английских литераторов викторианской эпохи.
В 1918 году он получил стипендию для изучения истории в Нью-Колледже Оксфорда на историческом факультете.
С сентября 1918 года до 1919 год был зачислен и проходил службу в королевской действующей артиллерийской гвардии.
С 1919 года учился в Оксфордском университете, преподавал там же в 1929—1937 и 1946—1967 годах.
В период с 1938 по 1947 год и с 1954 по 1958 год Харрод был сотрудником Наффилдского колледжа Оксфорда.
Во время Второй мировой войны служил в личном статистическом отделе премьер-министра У. Черчилля. Книга «Профессор: личные воспоминания о лорде Червелле» (The Prof.: А Personal Memoir of Lord Cherwell) посвящена этому периоду (лорд Червелл был личным научным советником Черчилля).
В 1945 год стал редактором The Economic Journal до своего выхода в отставку с редакторской должности до 1966 года.
Член подкомиссии ООН по вопросам занятости и стабильности развития в 1947—1950 годах, экономический советник Международного валютного фонда в 1952—1953 годах.
В 1959 году Харрод получил рыцарское звание в знак признания его государственных заслуг и его выдающихся академических достижений в довоенное и послевоенное время.
После выхода на пенсию в 1967 году, он переехал в Холт, графство Норфолк
.

## Основной вклад в науку
Первая работа Харрода «Очерк теории динамики» по экономической динамике вышла в 1939 году, после войны в 1948 году были опубликованы лекции Харрода, прочитанные в 1946—1947 годах в Лондонском университете, в работе «К теории экономической динамики». В 1973 году Харрод, опубликовав книгу «Теория экономической динамики», содержавшую целостное изложение его теории экономической динамики, дополнил ряд понятий более четкими определениями модели Харрода — Домара.

### Модель Харрода — Домара
В модели Харрод вводит уравнение фактического темпа роста:
{\displaystyle gc=s},
где g — реальный прирост общего выпуска за какой-либо период, равный отношению приращения дохода к величине дохода базового периода:
{\displaystyle g=\Delta y/y}
с — капитальный коэффициент, или коэффициент капиталоемкости — цена единицы прироста дохода:
{\displaystyle c=I/\Delta Y}
s — доля сбережений в национальном доходе, или склонность к сбережению и равна:
{\displaystyle s=S/Y},
где I=S — равенство Кейнса, инвестиции равны сбережениям.
а также предложил формулу гарантированного темпа роста:
{\displaystyle g_{w}c_{r}=s},
где s — доля сбережений в национальном доходе, или склонность к сбережению; {\displaystyle c_{r}} — капитальный коэффициент, или коэффициент капиталоемкости; {\displaystyle g_{w}} — прирост общего выпуска.
Харрод вводит третье уравнение естественного темпа роста:
{\displaystyle g_{n}:c_{r}=s} или ≠s.

## Награды
- 1966 — лауреат премии Б. Хармса.

## Сочинения
- К теории экономической динамики: новые выводы экономической теории и их применение в экономической политике. — М.: Гелиос АРВ, 2011. — ISBN 978-5-85438-200-7 (англ. Towards a Dynamic Economics. Some Recent Developments of Economic Theory and Their Application to Policy, 1948)
- Теория экономической динамики. — М.:ЦЭМИ, 2008. — 210 с. — ISBN 978-5-8211-0464-9 (англ. Economic Dynamics, 1973)
- Doctrines of Imperfect Competition // Quarterly Journal of Economics 48 (May 1934), pp. 442—470
- The expansion of Credit in an Advancing Community // Economica NS 1 (August 1934), pp. 287—299
- The Trade Cycle. — Oxford: Clarendon Press, 1936
- Utilitarianism Revised // Mind 45 (April 1936), pp.137-156
- Mr. Keynes and Traditional Theory // Econometrica NS 5 (January 1937), pp.74-86
- Scope and Method of Economics // Economic Journal 48 (Sept. 1938), pp. 383—412
- An Essay in Dynamic Theory // Economic Journal 49 (March 1939), pp.14-33
- The Life of John Maynard Keynes. — London: Macmillan, 1951
- Economic Essays. — London: Macmillan, 1952
- Foundations of Inductive Logic. 1956
- The Prof: A Personal Memoir of Lord Cherwell. — London: Macmillan, 1959
- Domar and Dynamic Economics // Economic Journal 69 (September 1959), pp.451-464
- Second Essay in Dynamic Theory // Economic Journal 70 (June 1960), pp.277-293
- Themes in Dynamic Theory // Economic Journal 73 (September 1963), pp.401-421
- Money. — London: Macmillan, 1969
- Sociology, Morals and Mystery. — London: Macmillan, 1970.